# VESA Local Bus
El bus VESA va ser creat el 1992 amb l'aparició dels microprocessadors de 32 bits, per diferents fabricants reunits en la Video Electronics Standard Association (VESA) on van desenvolupar el VESA VLB. Actualment en desús, aquest tipus de bus va revolucionar el mercat, a causa del fet que podia funcionar a velocitats de 33 MHz arribant fins als 50 Mhz. La seva amplada de banda és de 32 bits i posteriorment en la següent versió 2.0 va arribar als 64 bits.
El 1993 es va començar a utilitzar el bus Peripheral Component Interconnect i el VESA VL va quedar obsolet, tot i que encara es pot trobar en alguns ordinadors antics. El principal motiu que va portar als fabricants a desenvolupar aquestes noves solucions basades en tecnologia de bus local va ser que els dispositius connectats en els busos d'expansió VESA Local Bus enviaven i rebien les dades mitjançant un camí molt estret, lent i ineficaç mentre que en el PCI les dades poden circular a tota velocitat a través d'un camí directe.